# Franck Maria
Pour les articles homonymes, voir Maria.
Pas d'image ? Cliquez ici

a Compétitions nationales et continentales officielles uniquement.

b Matchs officiels uniquement.
Franck Maria, né le 31 juillet 1997 à Villeneuve-sur-Lot (Lot-et-Garonne), est un joueur international français de rugby à XIII polyvalent évoluant au poste de deuxième ligne ou de pilier dans les années 2010 et 2020.
Petit frère d'Antoni Maria, également joueur de rugby à XIII, Franck Maria est originaire de Villeneuve-sur-Lot. Il intègre au cours de sa jeunesse le centre de formation des Dragons Catalans et dispute des rencontres de Championnat de France avec Saint-Estève XIII Catalan. En 2019, il retourne à Villeneuve-sur-Lot et signe pour le Villeneuve R.L. avant que le Covid écourte la saison. En 2021, il rejoint le F.C. Lézignan avant de réintégrer Saint-Estève XIII Catalan. Lors de la saison 2024, il dispute ses premières rencontres en Super League avec les Dragons Catalans.
Il connaît des convocations avec l'équipe de France et compte une sélection en septembre 2023 contre la Serbie.

## Palmarès
- Collectif :
  - Vainqueur de la Coupe de France : 2025 (Saint-Estève XIII Catalan).

### Détails en sélection
| Matchs internationaux de Franck Maria | Matchs internationaux de Franck Maria | Matchs internationaux de Franck Maria | Matchs internationaux de Franck Maria | Matchs internationaux de Franck Maria | Matchs internationaux de Franck Maria | Matchs internationaux de Franck Maria | Matchs internationaux de Franck Maria | Matchs internationaux de Franck Maria | Matchs internationaux de Franck Maria | Matchs internationaux de Franck Maria | Matchs internationaux de Franck Maria |
|                                       | Date                                  | Adversaire                            | Résultat                              | Compétition                           | Poste                                 | Points                                | Essais                                | Pen.                                  | Drops                                 |                                       |                                       |
| ------------------------------------- | ------------------------------------- | ------------------------------------- | ------------------------------------- | ------------------------------------- | ------------------------------------- | ------------------------------------- | ------------------------------------- | ------------------------------------- | ------------------------------------- | ------------------------------------- | ------------------------------------- |
| sous les couleurs de la France        |                                       |                                       |                                       |                                       |                                       |                                       |                                       |                                       |                                       |                                       |                                       |
| 1.                                    | 24 septembre 2023                     | Serbie                                | 78-10                                 | Test-match                            | Remplaçant                            | -                                     | -                                     | -                                     | -                                     |                                       |                                       |

### Détails en clubs
| Saison    | Saison                 | Championnat           | Championnat | Championnat | Championnat | Championnat | Championnat | Championnat | Coupe           | Coupe      | Coupe | Coupe | Coupe | Coupe | Coupe | Sélection | Sélection | Sélection | Sélection | Sélection | Sélection | Sélection |
| Saison    | Saison                 | Comp.                 | Class.      | M           | Pts         | Ess.        | Buts        | Dp.         | Comp.           | Class.     | M     | Pts   | Ess.  | Buts  | Dp.   | Comp.     | M         | Pts       | Ess.      | Buts      | Dp.       |           |
| --------- | ---------------------- | --------------------- | ----------- | ----------- | ----------- | ----------- | ----------- | ----------- | --------------- | ---------- | ----- | ----- | ----- | ----- | ----- | --------- | --------- | --------- | --------- | --------- | --------- | --------- |
| 2016-2017 | St-Estève XIII Catalan | Championnat de France | 1/2 finale  |             | -           | -           | -           | -           | Coupe de France | 1/8 finale | -     | -     | -     | -     | -     |           |           |           |           |           |           |           |
| 2017-2018 | St-Estève XIII Catalan | Championnat de France | 1/2 finale  |             | -           | -           | -           | -           | Coupe de France | Vainqueur  | -     | -     | -     | -     | -     |           |           |           |           |           |           |           |
| 2018-2019 | St-Estève XIII Catalan | Championnat de France | Champion    |             | -           | -           | -           | -           | Coupe de France | Finaliste  | -     | -     | -     | -     | -     |           |           |           |           |           |           |           |
| 2019-2020 | Villeneuve RL          | Championnat de France | Annulé      |             | -           | -           | -           | -           | Coupe de France | Annulé     | -     | -     | -     | -     | -     |           |           |           |           |           |           |           |
| 2020-2021 | Annulé                 |                       |             | -           | -           | -           | -           | -           |                 |            | -     | -     | -     | -     | -     |           |           |           |           |           |           |           |
| 2021-2022 | FC Lézignan            | Championnat de France | 1/2 finale  |             | -           | -           | -           | -           |                 |            |       |       |       |       |       |           |           |           |           |           |           |           |
| 2022-2023 | FC Lézignan            | Championnat de France | 1/2 finale  |             | -           | -           | -           | -           | Coupe de France | 1/4 finale | -     | -     | -     | -     | -     |           |           |           |           |           |           |           |
| 2023-2024 | St-Estève XIII Catalan | Championnat de France | Barrages    |             | -           | -           | -           | -           | Coupe de France | 1/2 finale | -     | -     | -     | -     | -     |           | 1         | -         | -         | -         | -         |           |
| 2024-2025 | St-Estève XIII Catalan | Championnat de France |             |             | -           | -           | -           | -           | Coupe de France |            | -     | -     | -     | -     | -     |           |           |           |           |           |           |           |
| 2024      | Dragons Catalans       | Super League          | 7e          | 9           | -           | -           | -           | -           | Challenge Cup   | 1/4 finale | -     | -     | -     | -     | -     |           |           |           |           |           |           |           |
| 2025      | Dragons Catalans       | Super League          |             |             |             |             |             |             | Challenge Cup   | 1/2 finale | 1     | -     | -     | -     | -     |           |           |           |           |           |           |           |